# Ranunculus nothus
Ranunculus nothus är en ranunkelväxtart som först beskrevs av Aukusti Juhana Mela, och fick sitt nu gällande namn av S. Ericsson. Ranunculus nothus ingår i släktet ranunkler, och familjen ranunkelväxter. Inga underarter finns listade i Catalogue of Life.